# Черненко, Владимир Иванович
Владимир Иванович Черненко (2 января 1948) — советский футболист, вратарь.
Начинал играть в футбол в Кустанае. Обучался в местном педагогическом институте на факультете физвоспания и выступал за команду «Буревестник». В 1970 году в составе «Строителя» играл в первенстве республики. В 1973 году дебютировал в чемпионате СССР за алматинский «Кайрат» — 20 октября в домашнем матче 25 тура против ЦСКА (1:1) пропустил гол при счёте 0:0 на 82-й минуте. В следующем году провёл три матча. 27 мая в игре 1/8 финала Кубка СССР против «Зари» Ворошиловград (0:4) пропустил четыре мяча. 10 июня в матче 9 тура чемпионата против «Динамо» Тбилиси (5:0) вышел на замену на 80-й минуте при счёте 5:0, 25 июня в метче чемпионата против «Черноморца» (3:3) пропустил три мяча. В 1974—1985 годах играл за команду второй лиги «Шахтёр» Караганда, сыграл 338 матчей. В 1985 году был тренером команды, в первой половине следующего сезона — начальником команды.